# کلبر مندونسا فیلیو
کلبر مندونسا فیلیو (پرتغالی: Kleber Mendonça Filho؛ زادهٔ ۱۹۶۸ (۵۶–۵۷ سال)) کارگردان، مهندس صدا، و فیلم‌نامه‌نویس اهل برزیل است. او با فیلم برج دلو در بخش اصلی جشنواره فیلم کن ۲۰۱۶ برای تصاحب نخل طلا حضور داشت.